# 南陽台 (八王子市)
南陽台（なんようだい）は、東京都八王子市の地名。現行行政町名は南陽台一丁目から南陽台三丁目。住居表示実施済み区域。郵便番号は192-0371（八王子南郵便局管区）。

## 地理
八王子市の東南部に位置する。南陽台すべてが青木建設が造成し、東急百貨店・住友不動産が宅地分譲を行った南陽台団地である。

### 地価
住宅地の地価は、2014年（平成26年）1月1日の公示地価によれば、南陽台1-14-10の地点で10万6000円/m2となっている。

## 歴史

### 沿革
- 1972年（昭和47年） - 南陽台団地に入居開始。
- 1986年（昭和61年） - 堀之内・下柚木の一部に住居表示を実施、八王子市南陽台となる

## 世帯数と人口
2017年（平成29年）12月31日現在の世帯数と人口は以下の通りである。
| 丁目         | 世帯数    | 人口    |
| ------------ | --------- | ------- |
| 南陽台一丁目 | 377世帯   | 819人   |
| 南陽台二丁目 | 625世帯   | 1,413人 |
| 南陽台三丁目 | 424世帯   | 944人   |
| 計           | 1,426世帯 | 3,176人 |

## 小・中学校の学区
市立小・中学校に通う場合、学区は以下の通りとなる。
| 丁目         | 番地 | 小学校                   | 中学校               |
| ------------ | ---- | ------------------------ | -------------------- |
| 南陽台一丁目 | 全域 | 八王子市立由木中央小学校 | 八王子市立由木中学校 |
| 南陽台二丁目 | 全域 | 八王子市立由木中央小学校 | 八王子市立由木中学校 |
| 南陽台三丁目 | 全域 | 八王子市立由木中央小学校 | 八王子市立由木中学校 |

## 施設

### 商業
- スーパー蔵王(閉店)

### 公園
- 北楽公園
- 竹の子公園
- 海公園
- 夾竹桃公園